# Krumpendorf am Wörthersee
Krumpendorf am Wörthersee (en slovène : Kriva Vrba) est une commune autrichienne du district de Klagenfurt-Land en Carinthie. Située sur la rive nord du lac Wörthersee, elle est une destination très populaire auprès des touristes.

## Géographie

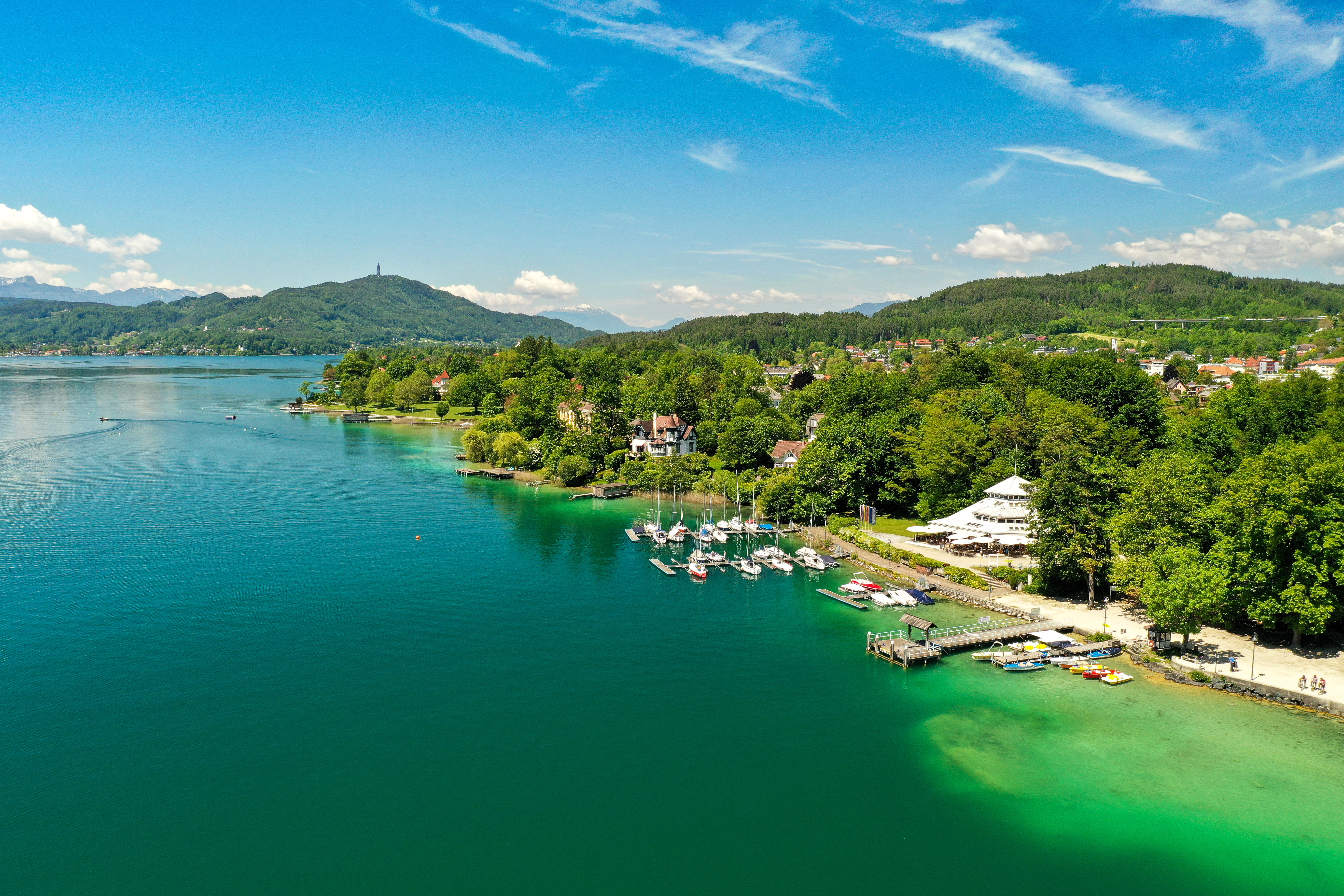
Promenade au bord du lac.

Le territoire communal s'étend sur les bords du Wörthersee, immédiatement à l'ouest de Klagenfurt, capitale du Land de Carinthie.
L'autoroute autrichienne A2 (Süd Autobahn) reliant Vienne et la frontière italienne à Arnoldstein passe par le nord de Krumpendorf. 

## Personnalités
- Gonzalve de Bourbon (1914–1934), infant d'Espagne, y est mort des suites d'un accident de voiture.

1. ↑  « Einwohnerzahl 1.1.2018 nach Gemeinden mit Status, Gebietsstand 1.1.2018 », Statistik Austria (en) (consulté le 9 mars 2019)